# Ala Kushnir

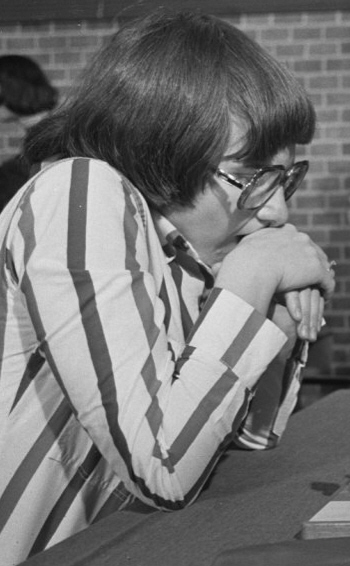
Ala Kushnir

Ala Shúlimovna Kushnir (hebreo: אלה שולימובנה קושניר; ruso: Алла Шулимовна Кушнир) (Moscú, 11 de agosto de 1941 - Tel Aviv, 2 de agosto de 2013) fue una ajedrecista soviética-israelí, tres veces subcampeona mundial.

## Biografía
Comenzó jugando en el equipo del "Trud" de Moscú. Su primer éxito deportivo de importancia lo logró en 1960. Dos años después conquistó el título de maestro Internacional. 
En el torneo de las pretendientes al match con la campeona del mundo (Sujumi, 1964) comparte 
el primer puesto con Tatiana Zatulovskaia (URSS) y Milunka Lazarevich (Yugoslavia) y luego triunfa 
sobre éstas en el match desempate. 
Pierde el match con la campeona del mundo Nona Gaprindashvili (Riga, 1965) y vuelve a imponerse en el siguiente torneo de selección de las pretendientes (Subotica, 1967). Empero, su segundo match por el título máximo (Tiflis-Moscú, 1969) finaliza nuevamente con la victoria de la campeona. 
Ambos matches tuvieron el mismo resultado: 4,5 a 8,5.
La tercera etapa en pos de la corona la inició con el match semifinal con Zatulovskaia (Minsk), a quien venció por 5,5 a 4,5). Después de su victoria en el match final sobre Nana Aleksandria (+6 -2 =1), le da derecho a luchar por tercera vez por la corona mundial femenina de ajedrez con Nona Gaprindashvili.
Ala Kushnir emigró de la Unión Soviética a Israel en 1974.

### Carrera
Kushnir fue tres veces retadora del Campeonato Mundial de Ajedrez de Mujeres. Perdió encuentros por el título con Nona Gaprindashvili:
- +3 -7 = 3 en Riga, 1965;
- +2 -6 = 5 en Tiflis-Moscú, 1969;
- +4 -5 = 7 en Riga 1972.